# Андреев, Максим Владимирович
Максим Владимирович Андреев (19 января 1988, Ленинград) — российский футболист, полузащитник. Сыграл более 200 матчей в первом дивизионе России.

## Биография
С 7 лет занимался в школе петербургского «Зенита». Универсальный футболист, который может сыграть как на позиции нападающего, так и в центре полузащиты или на позиции опорника.
На взрослом уровне начал выступать в 18-летнем возрасте в составе «Зенита-2». В 2008 году перешёл в московское «Торпедо», испытывавшее финансовые трудности, и не смог помочь команде удержаться в первом дивизионе. В дальнейшем выступал за подольский «Витязь» и петербургское «Динамо».
В сезоне 2011/12 с клубом «Петротрест» стал победителем западной зоны второго дивизиона. В сезоне 2013/14, выступая за белгородский «Салют», забил единственный гол в матче 1/16 финала Кубка России в ворота московского «Динамо», тем самым помог команде добиться наивысшего успеха в истории — выхода в 1/8 финала Кубка.
Весной 2015 года выступал за «Анжи», куда его пригласил тренер Сергей Ташуев, знакомый по совместной работе в Белгороде. По итогам сезона «Анжи» оформил выход в премьер-лигу, однако Андреев выходил на поле лишь в шести матчах. В следующих сезонах выступал в первом дивизионе за «Сокол» и «Сибирь».
С июля 2020 года — в составе латвийского клуба «Локомотив» Даугавпилс (с января 2021 — «Ноа Юрмала»).
Во время зимнего перерыва был на просмотре в петербургской «Звезде». В феврале 2021 года был заявлен клубом для участия в XXII турнире МРО «Северо-Запад» на призы Полпреда Президента России в СЗФО. 25 февраля 2021 года стал игроком команды. Дебютировал в стартовом составе за клуб 1 апреля 2021 года в матче против «Коломны». В сезоне 2021/22 был назначен капитаном команды. По итогам XXIII Зимнего турнира на призы полномочного представителя Президента Российской Федерации в Северо-Западном федеральном округе был признан лучшим игроком.

### Карьера за сборную
Участник чемпионата Европы 2007 (юноши до 19 лет).

## Достижения
«Петротрест»
- Победитель зоны «Запад» второго дивизиона России: 2011/12

«Томь»
- Бронзовый призёр первенства ФНЛ: 2018/19

## Личная жизнь
Отец, Владимир Андреев (1968—2013), был хоккеистом и выступал в чемпионате СССР за петербургский СКА, «Северсталь» и «Сибирь».